# Jason Nevins
Jason Nevins (* 15. prosince 1972 New York) je americký producent a remixer, o jehož kariéře jsou zmínky již v devadesátých letech. Začínal se stylem house a další skladby byly tvořeny do stylu Hip-House Remixes, což byly remixy skupin Run-DMC It's Like That, Cypress Hill Insane In The Brain a 2 Live Crew We Want Some…. Spolupráce neremixová byla například singl UKNY a track I'm in Heaven.
Jason Nevins se zaměřuje na žánry jako hip hop, Dance – Electronica, rock apod.
Pracoval pro skupiny jako N.E.R.D, The Bloodhound Gang a Duran Duran. Remixy byly dělány i pro sólové hvězdy jako Robbie Williams, Kelly Clarkson, Anastacia a další (viz Remixografie). Jeho tracky byly použity ve filmech (Blue Crush, skladba Rockstar [Jason Nevins Remix] od již zmiňované skupiny N.E.R.D), komerčních reklamách (např. iPod) a počítačových/konzolových hrách. Mezi jeho počiny (2007) patří spolupráce s Dannii Minogue, ze které vzešel singl Touch Me Like That. Remixová díla jsou např. na soundtracku k filmu Muzikál ze Střední 2 (High School Musical 2), nebo na písničce skupiny Backstreet Boys Inconsolable, což je jejich comebackový singl.

## Remixografie
- 50 Cent – Disco Inferno
- Amber – Just Like That
- Anastacia – Left Outside Alone (Global Club/Misxshow [edit])
- Anastacia – Sick and Tired (Elcectrochill/Funrock remix [edit])
- Anastacia – Pieces of a Dream (Jason Nevins Club Mix)
- ATB – Hold U
- Backstreet Boys – Inconsolable
- Blue Man Group – I Feel Love
- Britney Spears – Early Mornin'
- Britney Spears – Lucky
- The Caesars – Jerk It Out (Deep House/Radio mix)
- Chris Brown – Wall to Wall
- Chris Brown – Run It!
- Cypress Hill – Insane in the Brain
- Dannii Minogue – Put the Needle on It
- Dannii Minogue – Touch Me Like That
- Duran Duran – (Reach Up For The) Sunrise
- Elliott Yamin – Wait For You
- Elvis Presley – Rubberneckin
- Fall Out Boy – This Ain't A Scene, It's An Arms Race
- Falco – Der Kommissar
- Fergie – London Bridge
- Fergie – Big Girls Don't Cry
- Hinder – Lips of an Angel
- Insane Clown Posse – Mr. Johnson's Head
- Janet Jackson – I Get Lonely
- Justin Timberlake Ft. Nelly – Work It
- Kelly Clarkson – Since U Been Gone (Rock da Club/Dub/Club/radio edit)
- Kelly Clarkson – Because of You (Club/Dub/radio edit)
- Kelly Clarkson – Never Again (Mixshow/Club/radio mix)
- Kimberley Locke – Change
- Lady Sovereign – Love Me or Hate Me
- LL Cool J feat. Jennifer Lopez – Control Myself
- Lola – I Can't Take It
- Madonna – Nothing Fails (Club/Lost In Space/Radio mix)
- Missy Elliott – Beep Me 911
- Moby – Jam For The Ladies
- N.E.R.D – Rockstar
- Nelly feat. Kelly Rowland – Dilemma (Hardstep/remix)
- P!nk – Who Knew
- Paris Hilton – Nothing In This World (Club/radio remix)
- The Pussycat Dolls – Buttons
- Prince – The Greatest Romance Ever Sold
- Ricky Martin – María
- Rihanna – SOS (Club/Radio edit)
- Rob Thomas – Lonely No More
- Robbie Williams- „Rock DJ“
- Run DMC – It's Like That
- Run DMC – Tricky
- Selena Gomez – Slow Down
- Sertab Erener – Here I Am
- Stacie Orrico – I'm Not Missing U
- Stacie Orrico – (There's Gotta Be) More To Life
- Sun – Ends Of The Earth
- S Club 7 – S Club Party
- Thalía – Don't Look Back
- Vengaboys – We Like to Party
- The Veronicas – Everything I'm Not
- Will Smith – Miami (Titled as Miami [Live on South Beach Dub])

## Podílení v Singlech, kompilacích či maxisinglech
Britney In The Mix

Early Morni'n (Jason Nevins remix)

Kelly Clarkson – Never Again CDS

Never Again (Jason Nevins remix)

Anastacia – Sick And Tired CDS

Sick And Tired (Jason Nevins Electrochill remix [edit])

Sick And Tired (Jason Nevins Funrock remix [edit])

Anastacia – Left Outside Alone CDS

Left Outside Alone (Jason Nevins Mixshow)

Left Outside Alone (Jason Nevins Global CLub [edit])

Anastacia – Pieces of a Dream/ Disc 2 remixes

Left Outside Alone (Jason Nevins Global Club Edit)

Sick And Tired (Jason Nevins Elctrochill Remix Edit)

Sick And Tired (Jason Nevins Funrock Remix Edit)

Kelly Clarkson – Since U Been Gone CDS

Since U Been Gone (Jason Nevins Club)

Since U Been GOne (Jason Nevins Mixshow)

Kelly Clarkson – Because Of U /Dance Vault Mixes

Because Of U (Jason Nevins Radio)

Because Of U (Jason Nevins Club)

Because Of U (Jason Nevins Club With Intro Breakdown)

Because Of U (Jason Nevins Dub)

Because Of U (Jason Nevins Club Instrumental)

Because Of U (Jason Nevins Radio Instrumental)

Kompilace Remixland 2002-2007